# Kirugura
Kirugura är ett periodiskt vattendrag i Burundi.   Det ligger i provinsen Bururi, i den västra delen av landet, 40 kilometer söder om huvudstaden Bujumbura.
Omgivningarna runt Kirugura är en mosaik av jordbruksmark och naturlig växtlighet. Runt Kirugura är det tätbefolkat, med 257 invånare per kvadratkilometer.